# IIHF Continental Cup 2017/18
Der IIHF Continental Cup 2017/18 war die 21. Austragung des von der Internationalen Eishockey-Föderation IIHF ausgetragenen Wettbewerbs. Das Turnier begann am 29. September 2017, das Super Final fand vom 12. bis 14. Januar 2018 statt. Insgesamt nahmen 17 Mannschaften aus ebenso vielen europäischen Ländern an den insgesamt sechs Turnieren teil.

## Modus
- Der Sieger des Continental Cups erhielt ein Startrecht für die Champions Hockey League (CHL) der folgenden Spielzeit
- Kein Teilnehmer war automatisch für das Finalturnier qualifiziert, d. h. alle Mannschaften mussten sich über Qualifikationsturniere der verschiedenen Runden für das Super-Finale qualifizieren
- Am Continental Cup dürfen Mannschaften aus den Ländern der Gründungsligen der CHL nicht teilnehmen (Schweden, Finnland, Tschechien, Schweiz, Deutschland, Österreich)

## Turnierübersicht und Teilnehmer
| Runde        | Datum                                 | Gruppe   | Austragungsort       | Teilnehmer                                                                                   | Zuschauer | Zuschauer |
| Runde        | Datum                                 | Gruppe   | Austragungsort       | Teilnehmer                                                                                   | Gesamt    | Schnitt   |
| ------------ | ------------------------------------- | -------- | -------------------- | -------------------------------------------------------------------------------------------- | --------- | --------- |
| Erste Runde  | 29. September 2017 – 1. Oktober 2017  | Gruppe A | Belgrad, Serbien     | SK Irbis-Skate KHK Roter Stern Belgrad Zeytinburnu Belediyesi SK Esja Reykjavík              | 0520      | 087       |
| Zweite Runde | 20. Oktober 2017 – 22. Oktober 2017   | Gruppe B | Riga, Lettland       | GKS Tychy HK Donbass Donezk HK Kurbads Riga Narva PSK                                        | 3.075     | 0512      |
| Zweite Runde | 20. Oktober 2017 – 22. Oktober 2017   | Gruppe C | Brașov, Rumänien     | DVTK Jegesmedvék ASC Corona 2010 Brașov CH Txuri Urdin San Sebastián KHK Roter Stern Belgrad | 2.480     | 0413      |
| Dritte Runde | 17. November 2017 – 19. November 2017 | Gruppe D | Rungsted, Dänemark   | Sheffield Steelers Rungsted Ishockey HK Junost Minsk HK Kurbads Riga                         | 5.276     | 0879      |
| Dritte Runde | 17. November 2017 – 19. November 2017 | Gruppe E | Klobenstein, Italien | Brûleurs de Loups de Grenoble Nomad Astana Ritten Sport DVTK Jegesmedvék                     | 4.239     | 0706      |
| Super Final  | 12. Januar 2018 – 14. Januar 2018     | Gruppe F | Minsk, Belarus       | HK Junost Minsk Sheffield Steelers Nomad Astana Ritten Sport                                 | 15.405    | 2.567     |

## Erste Runde
Die Spiele der ersten Runde fanden vom 29. September bis 1. Oktober 2017 in der serbischen Hauptstadt Belgrad statt. Teilnehmer waren der KHK Roter Stern Belgrad (Serbien) als Gastgeber, Esja Reykjavík (Island), der SK Irbis-Skate (Bulgarien) und Zeytinburnu Belediyesi SK (Türkei).
Der Sieger der Ersten Runde qualifiziert sich für die zweite Runde. Dort trifft er in der Gruppe C auf bereits für die zweite Runde gesetzte Mannschaften.
Gruppe A
| 29. September 2017 16:00 Uhr (Ortszeit) | Zeytinburnu Belediyesi SK | 4:3 (1:2, 1:1, 2:0) Spielbericht | SK Irbis-Skate | Ledena dvorana Pionir, Belgrad Zuschauer: 23 |

| 29. September 2017 19:30 Uhr | KHK Roter Stern Belgrad | 6:1 (3:0, 0:1, 3:0) Spielbericht | Esja Reykjavík | Ledena dvorana Pionir, Belgrad Zuschauer: 142 |

| 30. September 2017 16:00 Uhr | SK Irbis-Skate | 4:2 (0:0, 2:1, 2:1) Spielbericht | Esja Reykjavík | Ledena dvorana Pionir, Belgrad Zuschauer: 30 |

| 30. September 2017 19:30 Uhr | KHK Roter Stern Belgrad | 4:3 (0:0, 2:1, 2:2) Spielbericht | Zeytinburnu Belediyesi SK | Ledena dvorana Pionir, Belgrad Zuschauer: 125 |

| 1. Oktober 2017 13:30 Uhr | Esja Reykjavík | 2:3 n. P. (0:0, 0:1, 2:1, 0:0, 0:1) Spielbericht | Zeytinburnu Belediyesi SK | Ledena dvorana Pionir, Belgrad Zuschauer: 20 |

| 1. Oktober 2017 17:00 Uhr | SK Irbis-Skate | 4:5 n. V. (1:2, 1:1, 2:1, 0:1) Spielbericht | KHK Roter Stern Belgrad | Ledena dvorana Pionir, Belgrad Zuschauer: 180 |

| Pl. |                           | Sp | S | OTS | OTN | N | Tore  | Punkte |
| 1.  | KHK Partizan Belgrad      | 3  | 2 | 1   | 0   | 0 | 15:08 | 8      |
| 2.  | Zeytinburnu Belediyesi SK | 3  | 1 | 1   | 0   | 1 | 10:09 | 5      |
| 3.  | SK Irbis-Skate            | 3  | 1 | 0   | 1   | 1 | 11:11 | 4      |
| 4.  | Esja Reykjavík            | 3  | 0 | 0   | 1   | 2 | 05:13 | 1      |

Abkürzungen: Pl. = Platz, Sp = Spiele, S = Siege, OTS = Siege nach Verlängerung (Overtime) oder Penaltyschießen, OTN = Niederlagen nach Verlängerung oder Penaltyschießen, N = Niederlagen

Erläuterungen: Qualifikant für die zweite Runde

## Zweite Runde
Die zweite Runde des Continental Cups wurde vom 20. bis zum 22. Oktober 2017 in zwei Gruppen ausgespielt. Die Spielorte waren Riga in Lettland (mit Gastgeber HK Kurbads, Narva PSK (Estland), HK Donbass Donezk (Ukraine) und GKS Tychy (Polen)), sowie Brașov in Rumänien (mit Gastgeber ASC Corona 2010 Brașov, DVTK Jegesmedvék (Ungarn), CH Txuri Urdin (Spanien) und dem Qualifikanten aus der ersten Runde, KHK Roter Stern Belgrad).
Die Erstplatzierten der beiden Gruppen erreichten die dritte Runde und trafen dort auf die für die dritte Runde gesetzten Mannschaften.

### Gruppe B
| 20. Oktober 2017 15:30 Uhr (Ortszeit) | HK Donbass Donezk | 4:2 (1:1, 1:0, 2:1) Spielbericht | Narva PSK | Kurbads Ledus Halle, Riga Zuschauer: 153 |

| 20. Oktober 2017 19:30 Uhr | HK Kurbads Riga | 5:2 (1:0, 2:0, 2:2) Spielbericht | GKS Tychy | Kurbads Ledus Halle, Riga Zuschauer: 840 |

| 21. Oktober 2017 14:00 Uhr | GKS Tychy | 11:0 (3:0, 5:0, 3:0) Spielbericht | Narva PSK | Kurbads Ledus Halle, Riga Zuschauer: 307 |

| 21. Oktober 2017 18:00 Uhr | HK Donbass Donezk | 1:8 (0:2, 1:4, 0:2) Spielbericht | HK Kurbads Riga | Kurbads Ledus Halle, Riga Zuschauer: 418 |

| 22. Oktober 2017 14:00 Uhr | GKS Tychy | 4:2 (3:0, 0:2, 1:0) Spielbericht | HK Donbass Donezk | Kurbads Ledus Halle, Riga Zuschauer: 576 |

| 22. Oktober 2017 18:00 Uhr | Narva PSK | 1:2 (1:0, 0:1, 0:1) Spielbericht | HK Kurbads Riga | Kurbads Ledus Halle, Riga Zuschauer: 781 |

| Pl. |                   | Sp | S | OTS | OTN | N | Tore  | Punkte |
| 1.  | HK Kurbads Riga   | 3  | 3 | 0   | 0   | 0 | 15:04 | 9      |
| 2.  | GKS Tychy         | 3  | 2 | 0   | 0   | 1 | 17:07 | 6      |
| 3.  | HK Donbass Donezk | 3  | 1 | 0   | 0   | 2 | 07:14 | 3      |
| 4.  | Narva PSK         | 3  | 0 | 0   | 0   | 3 | 03:17 | 0      |

Abkürzungen: Pl. = Platz, Sp = Spiele, S = Siege, OTS = Siege nach Verlängerung (Overtime) oder Penaltyschießen, OTN = Niederlagen nach Verlängerung oder Penaltyschießen, N = Niederlagen

Erläuterungen: Qualifikant für die dritte Runde

### Gruppe C
| 20. Oktober 2017 14:30 Uhr (Ortszeit) | CH Txuri Urdin San Sebastián | 0:5 (0:3, 0:2, 0:0) Spielbericht | DVTK Jegesmedvék | Patinoarul Olimpic, Brașov Zuschauer: 65 |

| 20. Oktober 2017 18:30 Uhr | ASC Corona 2010 Brașov | 8:4 (5:1, 1:1, 2:2) Spielbericht | KHK Roter Stern Belgrad | Patinoarul Olimpic, Brașov Zuschauer: 566 |

| 21. Oktober 2017 14:30 Uhr | DVTK Jegesmedvék | 4:1 (0:0, 2:1, 2:0) Spielbericht | KHK Roter Stern Belgrad | Patinoarul Olimpic, Brașov Zuschauer: 142 |

| 21. Oktober 2017 18:30 Uhr | ASC Corona 2010 Brașov | 4:1 (1:0, 0:1, 3:0) Spielbericht | CH Txuri Urdin San Sebastián | Patinoarul Olimpic, Brașov Zuschauer: 594 |

| 22. Oktober 2017 14:30 Uhr | KHK Roter Stern Belgrad | 2:3 n. V. (1:1, 1:1, 0:0, 0:1) Spielbericht | CH Txuri Urdin San Sebastián | Patinoarul Olimpic, Brașov Zuschauer: 28 |

| 22. Oktober 2017 18:30 | DVTK Jegesmedvék | 3:0 (2:0, 0:0, 1:0) Spielbericht | ASC Corona 2010 Brașov | Patinoarul Olimpic, Brașov Zuschauer: 1.085 |

| Pl. |                              | Sp | S | OTS | OTN | N | Tore  | Punkte |
| 1.  | DVTK Jegesmedvék             | 3  | 3 | 0   | 0   | 0 | 12:01 | 9      |
| 2.  | ASC Corona 2010 Brașov       | 3  | 2 | 0   | 0   | 1 | 12:08 | 6      |
| 3.  | CH Txuri Urdin San Sebastián | 3  | 0 | 1   | 0   | 2 | 04:11 | 2      |
| 4.  | KHK Roter Stern Belgrad      | 3  | 0 | 0   | 1   | 2 | 07:15 | 1      |

Abkürzungen: Pl. = Platz, Sp = Spiele, S = Siege, OTS = Siege nach Verlängerung (Overtime) oder Penaltyschießen, OTN = Niederlagen nach Verlängerung oder Penaltyschießen, N = Niederlagen

Erläuterungen: Qualifikant für die dritte Runde

## Dritte Runde
Die dritte Runde des Continental Cups wurde vom 17. bis zum 19. November 2017 in zwei Gruppen ausgespielt. Die Spielorte waren Rungsted in Dänemark (mit Gastgeber Rungsted Ishockey, HK Junost Minsk (Belarus), den Sheffield Steelers (Vereinigtes Königreich) und dem Qualifikanten der Gruppe B HK Kurbads aus Lettland) sowie Ritten in Italien (mit Gastgeber Ritten Sport, Brûleurs de Loups Grenoble (Frankreich), Nomad Astana (Kasachstan) und dem Qualifikanten aus Gruppe C, DVTK Jegesmedvék aus Ungarn).
Die jeweils zwei Erstplatzierten der beiden Gruppen erreichten die Finalrunde.

### Gruppe D
| 17. November 2017 16:00 Uhr (Ortszeit) | HK Junost Minsk | 7:1 (3:0, 3:0, 1:1) Spielbericht | Sheffield Steelers | Saxo Bank Arena, Rungsted Zuschauer: 641 |

| 17. November 2017 19:45 Uhr | Rungsted Ishockey | 4:8 (3:3, 1:2, 0:3) Spielbericht | HK Kurbads Riga | Saxo Bank Arena, Rungsted Zuschauer: 1.168 |

| 18. November 2017 16:00 Uhr | HK Kurbads Riga | 2:4 (0:0, 1:2, 1:2) Spielbericht | HK Junost Minsk | Saxo Bank Arena, Rungsted Zuschauer: 619 |

| 18. November 2017 19:45 Uhr | Sheffield Steelers | 5:4 n. P. (0:2, 3:2, 1:0, 0:0, 1:0) Spielbericht | Rungsted Ishockey | Saxo Bank Arena, Rungsted Zuschauer: 1.283 |

| 19. November 2017 14:00 Uhr | Sheffield Steelers | 4:2 (3:2, 0:0, 1:0) Spielbericht | HK Kurbads Riga | Saxo Bank Arena, Rungsted Zuschauer: 915 |

| 19. November 2017 18:00 Uhr | Rungsted Ishockey | 1:2 (1:0, 0:2, 0:0) Spielbericht | HK Junost Minsk | Saxo Bank Arena, Rungsted Zuschauer: 650 |

| Pl. |                    | Sp | S | OTS | OTN | N | Tore  | Punkte |
| 1.  | HK Junost Minsk    | 3  | 3 | 0   | 0   | 0 | 13:04 | 9      |
| 2.  | Sheffield Steelers | 3  | 1 | 1   | 0   | 1 | 10:13 | 5      |
| 3.  | HK Kurbads Riga    | 3  | 1 | 0   | 0   | 2 | 12:12 | 3      |
| 4.  | Rungsted Ishockey  | 3  | 0 | 0   | 1   | 2 | 09:15 | 1      |

Abkürzungen: Pl. = Platz, Sp = Spiele, S = Siege, OTS = Siege nach Verlängerung (Overtime) oder Penaltyschießen, OTN = Niederlagen nach Verlängerung oder Penaltyschießen, N = Niederlagen

Erläuterungen: Qualifikant für das Super Final

### Gruppe E
| 17. November 2017 16:00 Uhr (Ortszeit) | Nomad Astana | 1:2 n. P. (0:1, 0:0, 1:0, 0:0, 0:1) Spielbericht | DVTK Jegesmedvék | Ritten Arena, Klobenstein Zuschauer: 300 |

| 17. November 2017 20:00 Uhr | Ritten Sport | 2:0 (1:0, 0:0, 1:0) Spielbericht | Brûleurs de Loups de Grenoble | Ritten Arena, Klobenstein Zuschauer: 910 |

| 18. November 2017 16:00 Uhr | Brûleurs de Loups de Grenoble | 1:2 n. V. (1:0, 0:1, 0:0, 0:1) Spielbericht | DVTK Jegesmedvék | Ritten Arena, Klobenstein Zuschauer: 432 |

| 18. November 2017 20:00 Uhr | Nomad Astana | 3:1 (1:1, 2:0, 0:0) Spielbericht | Ritten Sport | Ritten Arena, Klobenstein Zuschauer: 1.050 |

| 19. November 2017 16:00 Uhr | Brûleurs de Loups de Grenoble | 0:4 (0:1, 0:1, 0:2) Spielbericht | Nomad Astana | Ritten Arena, Klobenstein Zuschauer: 310 |

| 19. November 2017 20:00 Uhr | DVTK Jegesmedvék | 1:3 (0:1, 0:0, 1:2) Spielbericht | Ritten Sport | Ritten Arena, Klobenstein Zuschauer: 1.237 |

| Pl. |                               | Sp | S | OTS | OTN | N | Tore | Punkte |
| 1.  | Nomad Astana                  | 3  | 2 | 0   | 1   | 0 | 8:3  | 7      |
| 2.  | Ritten Sport                  | 3  | 2 | 0   | 0   | 1 | 6:4  | 6      |
| 3.  | DVTK Jegesmedvék              | 3  | 0 | 2   | 0   | 1 | 5:5  | 4      |
| 4.  | Brûleurs de Loups de Grenoble | 3  | 0 | 0   | 1   | 2 | 1:8  | 1      |

Abkürzungen: Pl. = Platz, Sp = Spiele, S = Siege, OTS = Siege nach Verlängerung (Overtime) oder Penaltyschießen, OTN = Niederlagen nach Verlängerung oder Penaltyschießen, N = Niederlagen

Erläuterungen: Qualifikant für das Super Final

## Super Final
Das Finale der besten vier Mannschaften fand vom 12. bis 15. Januar 2018 in Minsk statt. Der Austragungsort war die dortige Tschyschouka-Arena, die bis zu 9.614 Zuschauer fasst.

### Gruppe F
| 12. Januar 2018 15:00 Uhr (Ortszeit) | Ritten Sport D. Tudin (56:39) | 1:2 (0:2, 0:0, 1:0) Spielbericht | HK Junost Minsk M. Plotnikow (7:33) A. Karakulka (10:16) | Tschyschouka-Arena, Minsk Zuschauer: 3.120 |

| 12. Januar 2018 19:00 Uhr | Nomad Astana A. Jakowlew (1:51) W. Gurin (23:48) N. Michailis (41:58) Ä. Ässetow (42:48) N. Michailis (48:34) | 5:1 (1:0, 1:0, 3:1) Spielbericht | Sheffield Steelers E. Neiley (54:54) | Tschyschouka-Arena, Minsk Zuschauer: 273 |

| 13. Januar 2018 15:00 Uhr | Nomad Astana N. Michailis (38:52) D. Grenz (44:35) P. Schdachin (PS) | 3:2 n. P. (0:2, 1:0, 1:0, 0:0, 3:2) Spielbericht | Ritten Sport K. Jean (4:28) R. Hofer (17:24) | Tschyschouka-Arena, Minsk Zuschauer: 262 |

| 13. Januar 2018 19:00 Uhr | HK Junost Minsk K. Pretnar (3:28) A. Antonau (8:51) A. Kahaljou (23:07) A. Jafimenka (43:07) A. Michnow (57:33) | 5:4 (2:2, 1:1, 2:1) Spielbericht | Sheffield Steelers M. Roy (13:08) M. Roy (18:18) M. Matheson 24:37 M. Matheson (52:13) | Tschyschouka-Arena, Minsk Zuschauer: 3.800 |

| 14. Januar 2018 15:00 Uhr | Sheffield Steelers A. Jämtin (15:48) J. Westerling (33:38) | 2:0 (1:0, 1:0, 0:0) Spielbericht | Ritten Sport | Tschyschouka-Arena, Minsk Zuschauer: 350 |

| 14. Januar 2018 19:00 Uhr | HK Junost Minsk P. Raswadouski (3:24) K. Sacharau (19:47) A. Jafimenka (24:27) P. Raswadouski (37:45) M. Parfejewez (50:51) | 5:2 (2:1, 2:0, 1:1) Spielbericht | Nomad Astana W. Gurin (13:37) N. Michailis (41:48) | Tschyschouka-Arena, Minsk Zuschauer: 7.600 |

| Pl. |                    | Sp | S | OTS | OTN | N | Tore  | Punkte |
| 1.  | HK Junost Minsk    | 3  | 3 | 0   | 0   | 0 | 12:07 | 9      |
| 2.  | Nomad Astana       | 3  | 1 | 1   | 0   | 1 | 10:08 | 5      |
| 3.  | Sheffield Steelers | 3  | 1 | 0   | 0   | 2 | 07:10 | 3      |
| 4.  | Ritten Sport       | 3  | 0 | 0   | 1   | 2 | 03:07 | 1      |

Abkürzungen: Pl. = Platz, Sp = Spiele, S = Siege, OTS = Siege nach Verlängerung (Overtime) oder Penaltyschießen, OTN = Niederlagen nach Verlängerung oder Penaltyschießen, N = Niederlagen

### Auszeichnungen
Spielertrophäen
| Auszeichnung       | Spieler          | Team               |
| ------------------ | ---------------- | ------------------ |
| Bester Torhüter    | Wladimir Kramar  | Nomad Astana       |
| Bester Verteidiger | Mark Matheson    | Sheffield Steelers |
| Bester Stürmer     | Nikita Michailis | Nomad Astana       |

Die Auszeichnungen im Rahmen des Finalturniers erhielten Torwart Wladimir Kramar von Nomad Astana, der Verteidiger Mark Matheson in Diensten der Sheffield Steelers und der Stürmer Nikita Michailis, ebenfalls aus Astana.

### Beste Scorer
Die Krone des Topscorers sicherte sich ebenfalls Nikita Michailis von Nomad Astana mit sechs Scorerpunkten, davon vier Tore. Er war damit zugleich bester Torschütze des Turniers, sein Mannschaftskollege Michail Plotnikow wurde mit drei Assists bester Vorlagengeber.
Abkürzungen: Sp = Spiele, T = Tore, V = Assists, Pkt = Punkte, +/− = Plus/Minus, SM = Strafminuten; Fett: Turnierbestwert
| Spieler            | Mannschaft | Sp | T | V | Pkt | SM | +/− |
| ------------------ | ---------- | -- | - | - | --- | -- | --- |
| Nikita Michailis   | Astana     | 3  | 4 | 2 | 6   | 2  | +1  |
| Waleri Gurin       | Astana     | 3  | 2 | 2 | 4   | 2  | +1  |
| Pawel Raswadouski  | Minsk      | 3  | 2 | 2 | 4   | 2  | +5  |
| Michail Plotnikow  | Minsk      | 3  | 1 | 3 | 4   | 0  | +3  |
| Mark Matheson      | Sheffield  | 3  | 2 | 0 | 2   | 0  | −1  |
| Mathieu Roy        | Sheffield  | 3  | 2 | 0 | 2   | 4  | 0   |
| Aljaksej Jafimenka | Minsk      | 3  | 2 | 0 | 2   | 0  | +3  |

### Beste Torhüter
Statistisch bester Torhüter war Patrick Killeen (Ritten Sport) mit einer Fangquote von 93,52 % und einem Gegentorschnitt von 2,28.
Abkürzungen: Sp = Spiele, Min = Eiszeit (in Minuten), GT = Gegentore, SO = Shutouts, Sv% = gehaltene Schüsse (in %), GTS = Gegentorschnitt; Fett: Turnierbestwert
| Spieler              | Mannschaft | Sp | Min    | SaT | GT | SVS | Sv%   | GTS  | SO |
| -------------------- | ---------- | -- | ------ | --- | -- | --- | ----- | ---- | -- |
| Patrick Killeen      | Ritten     | 3  | 184:33 | 108 | 7  | 101 | 93,52 | 2,28 | 0  |
| Wladimir Kramar      | Astana     | 3  | 149:27 | 71  | 6  | 65  | 91,55 | 2,41 | 0  |
| Dsmitryj Miltschakou | Minsk      | 3  | 180:00 | 81  | 7  | 74  | 91,36 | 2,33 | 0  |
| Ervīns Muštukovs     | Sheffield  | 3  | 178:12 | 98  | 10 | 88  | 89,80 | 2,37 | 1  |

### IIHF-Continental-Cup-Sieger
| Continental-Cup-Sieger HK Junost Minsk | Torhüter: Dsmitryj Miltschakou, Michail Schibanow Verteidiger: Andrej Antonau, Aleh Haroschka, Wadsim Jarocha, Pawel Kasakewitsch, Mikita Mizkewitsch, Jauhen Nahatschou, Klemen Pretnar, Sjarhej Scheleh Stürmer: Daniel Corso, Aljaksej Jafimenka, Aljaksandr Kahaljou, Aljaksandr Karakulka, Andrij Michnow, Maksim Parfejewez, Michail Plotnikow, Pawel Raswadouski, Kanstanzin Sacharau, Aljaksej Skabelka, Jewgeni Skatschkow, Wiktar Turkin Cheftrainer: Michail Sacharau Assistenztrainer: Aljaksej Baranau, Dsmitryj Karpikau |